# Route nationale 680
Die Route nationale 680, kurz N 680 oder RN 680, war eine französische Nationalstraße, die von 1933 bis 1973 in zwei Abschnitten zwischen Brive-la-Gaillarde und Murat verlief. Ihre Gesamtlänge betrug 145 Kilometer. Der Abschnitt zwischen Brive-la-Gaillarde und Saint-Charmant wurde 1973 in die Nationalstraße 121 umgewidmet und 1995 abgestuft.

## N 680a
Die Route nationale 680A, kurz N 680A oder RN 680A, war eine französische Nationalstraße und zugleich von 1933 bis 1973 ein Seitenast der Nationalstraße 680, der in Ally von dieser abzweigte und nach Mauriac führte. Ihre Länge betrug 11 Kilometer.